# Nazaré (ort)
Nazaré är en ort i Brasilien.   Den ligger i kommunen Nazaré och delstaten Bahia, i den östra delen av landet, 1 000 km öster om huvudstaden Brasília. Nazaré ligger 12 meter över havet och antalet invånare är 25 604.
Terrängen runt Nazaré är huvudsakligen platt. Nazaré ligger nere i en dal. Det finns inga andra samhällen i närheten.
Omgivningarna runt Nazaré är en mosaik av jordbruksmark och naturlig växtlighet. Runt Nazaré är det glesbefolkat, med 8 invånare per kvadratkilometer.